# Derwin Kitchen
Derwin Kitchen (Jacksonville, 14 maggio 1986) è un ex cestista statunitense.

## Carriera
Kitchen ha una carriera universitaria piuttosto avventurosa e nei quattro anni canonici cambia tre università. Prodotto dei Florida Gators, ai quali giunge dopo aver vestito le casacche dei Red Storm di Saint John e dell'Iowa Western Community College.
In Europa giunge nel 2011, dopo essere passato inosservato al draft NBA, e firma in Israele per il Maccabi Rishon LeZion.
A seguito dell'ottima stagione che disputa nell'estate del 2012 viene messo sotto contratto dal Panathinaikos

## Palmarès
- Campionato israeliano: 1

Hapoel Gerusalemme: 2014-15
- Coppa di Lega israeliana: 1

Hapoel Gerusalemme: 2014